# Wazon
 (janvier 2013).
Si vous disposez d'ouvrages ou d'articles de référence ou si vous connaissez des sites web de qualité traitant du thème abordé ici, merci de compléter l'article en donnant les références utiles à sa vérifiabilité et en les liant à la section « Notes et références ».
Wazon, né vers 980 et mort le 8 juillet 1048, fut prince-évêque de Liège de 1042 à 1048. Il fut également enseignant et un important théologien. Sa vie est relatée par Anselme de Liège.

## Biographie
En 1046, il consacra, en présence d'Henri III du Saint-Empire, la collégiale Sainte-Gertrude de Nivelles, l'une des plus grandes églises romanes dans le domaine spirituel de l'ancien diocèse de Liège classée au Patrimoine majeur de Wallonie.
Issu des écoles liégeoises, Wazon fut un impérialiste ardent à qui l'on prête cette parole : « Si l'empereur me faisait arracher l'œil droit, j'emploierais l'œil gauche pour son honneur et son service. » Il fut protecteur des juifs et des cathares.
Il fut enterré dans la cathédrale Notre-Dame-et-Saint-Lambert de Liège.
Sur sa pierre tombale (aujourd'hui disparue ?) on pouvait lire : « Le monde périra avant que renaisse un autre Wazon. »,.

## Toponymie
La rue Wazon à Liège lui rend hommage.